# Ted Deutch

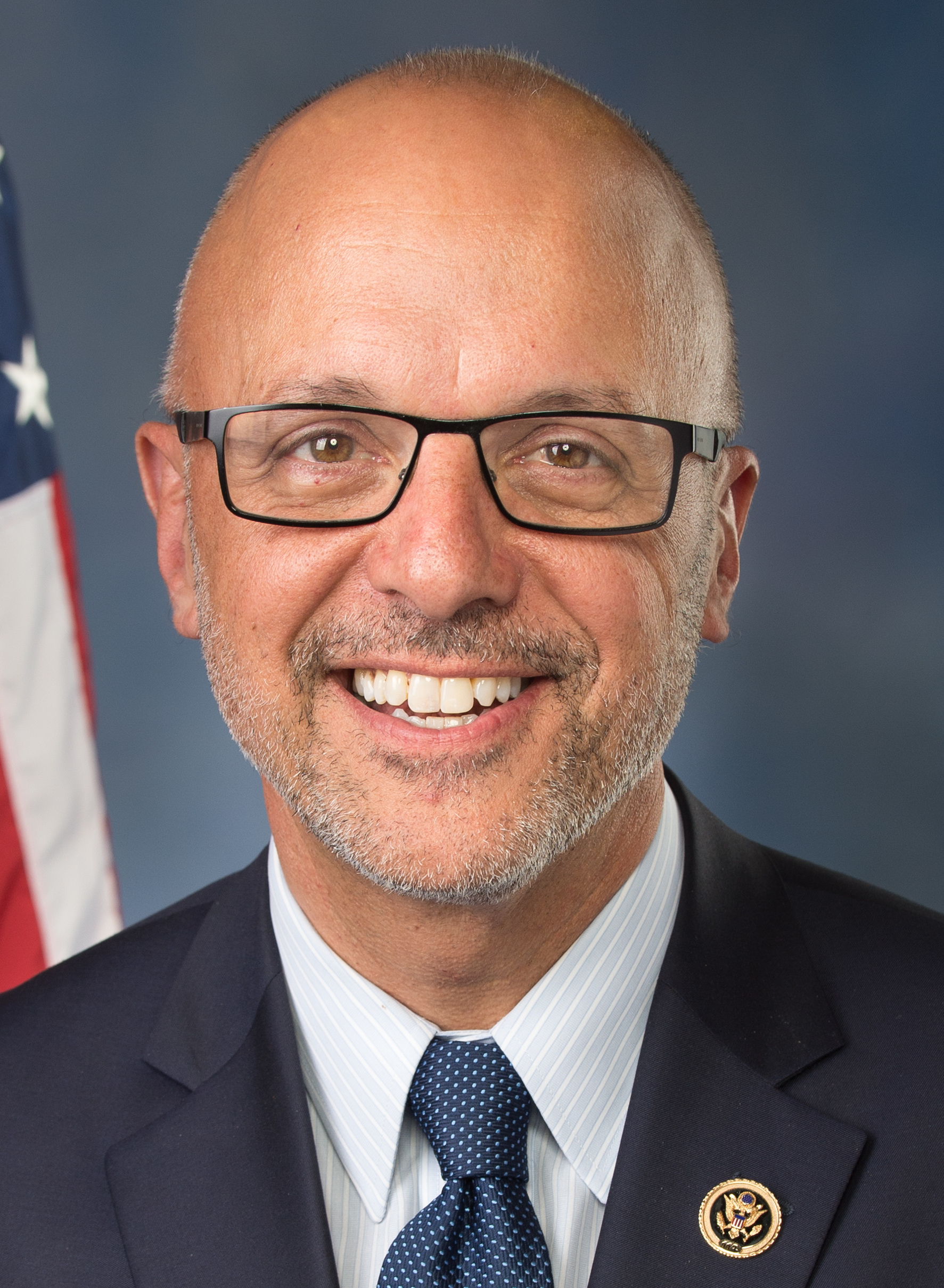
Ted Deutch (2016)

Theodore Eliot „Ted“ Deutch (* 7. Mai 1966 in Bethlehem, Northampton County, Pennsylvania) ist ein US-amerikanischer Politiker der Demokratischen Partei. Er vertrat zwischen April 2010 und September 2022 den US-Bundesstaat Florida im US-Repräsentantenhaus. Zuerst war der Vertreter für den 19. Distrikt, dann von 2013 bis 2017 im 21. Distrikt und ab 2017 bis zu seinem Ausscheiden für den 22. Distrikt.

## Werdegang

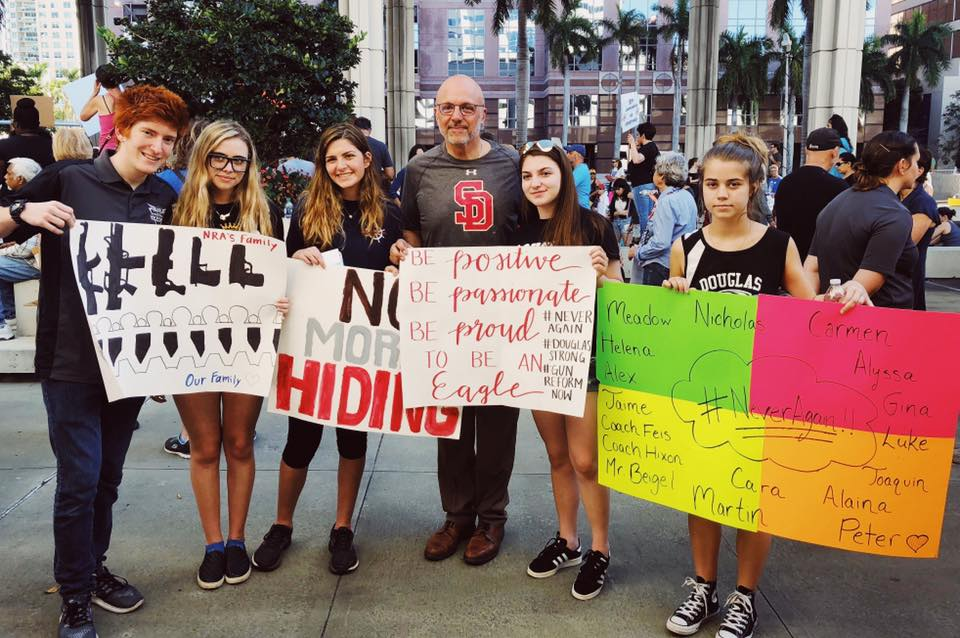
Mit Vertreterinnen von Never Again MSD beim Marsch für unsere Leben am 24. März 2018 in Washington, D.C.

Ted Deutch absolvierte die Liberty High School in seinem Geburtsort Bethlehem. Danach studierte er bis 1988 an der University of Michigan in Ann Arbor, wo er mit einem Bachelor of Arts abschloss. Nach einem anschließenden Jurastudium, mit Abschluss als Juris Doctor (J.D.), an der gleichen Universität und seiner Zulassung arbeitete er ab 1990 in Florida als Rechtsanwalt.
Ted Deutch ist verheiratet. Mit seiner Frau Jill hat er drei Kinder. Privat lebt er mit seiner Familie in Boca Raton.

## Politik
Politisch wurde er Mitglied der Demokratischen Partei. Zwischen 2007 und 2010 gehörte er dem Senat von Florida an.
Nach dem Rücktritt des Abgeordneten Robert Wexler am 3. Januar 2010 wurde Deutch bei der fälligen Nachwahl im 19. Kongresswahlbezirk Floridas als dessen Nachfolger in das US-Repräsentantenhaus in Washington, D.C. gewählt. Er setzte sich mit 62,1 % gegen Edward Lynch von der Republikanischen Partei sowie zwei weitere Kandidaten durch. Dort trat er am 13. April 2010 sein neues Mandat an. Von 2013 bis 2017 vertrat er den 21. Distrikt seines Staates, nach einer Umstrukturierung der Wahlkreise in Folge eines Urteils des Obersten Gerichtshofs Floridas seit 2017 den 22. Distrikt. Deutch schied am 30. September 2022 vorzeitig aus dem Repräsentantenhaus des 117. Kongresses aus. Er vertrat Florida in sieben Kongressen. Er übernahm als Nachfolger von David Harris die Leitung (CEO) des American Jewish Committee. Seine Nachfolgerin im 22. Kongresswahlbezirk wurde seine Parteikollegin Lois Frankel, die zuvor den 21. Wahlbezirk vertrat.

### Ausschüsse
Er war zuletzt Mitglied in folgenden Ausschüssen des Repräsentantenhauses:
- Committee on Ethics (Vorsitz)
- Committee on Foreign Affairs
  - Europe, Energy, the Environment, and Cyber
  - Middle East, North Africa, and Global Counterterrorism (Vorsitz)
- Committee on the Judiciary
  - Antitrust, Commercial, and Administrative Law
  - Courts, Intellectual Property, and the Internet